# Налтрексон
Налтрексон (МНН; також налтрексону гідрохлорид) — лікарський препарат, конкурентний антагоніст опіатних рецепторів. Застосовується при аддиктивних розладах. Внаслідок блокади опіатних рецепторів налтрексоном усувається алкогольна залежність. Не спричиняє звикання та лікарської залежності.

## Фармакодинаміка
Налтрексону гідрохлорид — конкурентний антагоніст опіатних рецепторів. Налтрексон блокує фармакологічний ефект екзогенно введених опіатів шляхом конкурентного зв'язування опіатних рецепторів. Ця блокада може бути усунута введенням великих доз опіатів. Внаслідок блокади опіатних рецепторів усувається алкогольна залежність. Не спричиняє звикання та лікарської залежності.
Клінічними дослідженнями встановлено, що 50 мг налтрексону протягом 24 годин блокують фармакологічний ефект 25 мг героїну, введеного внутрішньовенно. При подвоєнні дози налтрексону блокуючий ефект подовжується до 48 годин.

## Фармакокінетика
Налтрексон майже повністю всмоктується при пероральному прийманні, 95 % дози метаболізується в печінці у фармакологічно активні метаболіти, головний з яких — 6-бета-налтрексон — також є прямим антагоністом опіатів. Інший метаболіт — 2-гідрокси-3-метокси-6-бета-налтрексон. Налтрексон та його метаболіти виводяться переважно нирками. Кількість вільного налтрексону, що виділяється з сечею, становить менше 1 % від прийнятої перорально дози, а кількість вільного і зв'язаного 6-бета-налтрексону — 38 % від пероральної дози налтрексону. Фармакокінетичний профіль вказує на те, що гідрохлорид налтрексону та його метаболіти зазнають внутрішньопечінкової рециркуляції. Максимальна концентрація у плазмі (Ттах) налтрексону і 6-бета-налтрексону спостерігається через одну годину після перорального прийому, середній період напіввиведення (Тіа) для налтрексону — чотири години, для 6-бета-налтрексону — 13 годин. Час утворення максимальної концентрації і період напіввиведення залежать від дози. Налтрексон не кумулює в організмі протягом тривалого часу, тоді як концентрація 6-бета-налтрексону зростає у плазмі до 40 %. Це пояснюється тим, що період напіввиведення його набагато довший, ніж у налтрексону.

## Показання для застосування
Комплексне лікування наркоманії (опіатної залежності) для підтримання стану організму, вільного від наркотику, і подолання фізичної залежності. Налтрексон також призначають при комплексній терапії алкоголізму для стримування потягу до вживання алкоголю, запобігання надмірному вживанню алкоголю, зниження рівня спричиненої алкоголем ейфорії, а також для скорочення частоти рецидивів.

## Спосіб застосування та дози

### Фаза введення у курс терапії налтрексоном при наркотичній залежності
Лікування налтрексоном можна розпочати після утримання від приймання наркотиків протягом 7-10 днів. У пацієнта має бути відсутній синдром відміни та ознаки абстиненції. Утримання від приймання наркотиків ідентифікується за аналізами сечі. Лікування не розпочинають доти, доки провокаційна проба з 0,5 мг налоксону не стане негативною. Налоксонова проба не проводиться пацієнтам із симптомами абстиненції і при виявленні опіатів у сечі. Налоксонову пробу можна повторити через 24 години. Лікування налтрексоном розпочинають з обережністю, збільшуючи дозу поступово. Терапію дорослих можна розпочинати з прийому 20 мг налтрексону, після чого потрібно спостерігати за пацієнтом протягом однієї години. За відсутності ознак абстиненції пацієнту можна застосовувати решту (30 мг) добової дози (при необхідності застосування зазначених доз можна використовувати препарат в іншій лікарській формі).

### Підтримуюча терапія налтрексоном
Після того, як пацієнт пройшов фазу введення у курс лікування налтрексоном, дози 50 мг кожні 24 години буде достатньою для блокування дії опіатів, введених парентерально (ця доза блокуватиме 25 мг героїну, введеного внутрішньовенно). Можна використати гнучкіші схеми лікування:
1. 100 мг налтрексону призначають кожні два дні або 150 мг кожні три дні.
2. 100 мг налтрексону призначають у понеділок, 100 мг — у вівторок і 150 мг — у п'ятницю. Ця схема зручна для пацієнтів, які прагнуть перебувати у стані, вільному від опіатів, тривалий час. Тривалість курсу лікування — 3-6 місяців.

Для лікування алкоголізму налтрексон застосовується у середній добовій дозі 50 мг кожні 24 години або приймається перед прийомом алкоголю. Попередня детоксикація не потрібна. Мінімальна тривалість курсу лікування — три місяці. Лікування не починають доти, доки не буде проведена налоксонова проба для виключення наявності опіоїдів в організмі.

## Побічна дія
Терапевтичні дози налтрексону, які застосовуються у курсі лікування, не спричиняють тяжких побічних ефектів, хоча у 10 % хворих відмічали порушення сну, стривоженість, підвищену нервову збудливість, болісні судоми, нудоту та/або блювання, слабкість, суглобовий, м'язовий або головний біль, зниження апетиту, пронос, запор, стан прострації, роздратованість, запаморочення, шкірні висипи, уповільнену еякуляцію, зниження потенції, відчуття ознобу. Нижчеперелічені явища мали місце менше як в 1 % пацієнтів.
Дихальна система: гіперемія судин носової порожнини, свербіж, ринорея, чхання, сухість у горлі, підвищене сльозовиділення, синусит, утруднене дихання, трахеофонія, кашель, задишка.
Серцево-судинна система: носова кровотеча, флебіт, набряк, підвищення артеріального тиску, неспецифічні зміни кардіограми, тахікардія.
Шлунково-кишковий тракт: метеоризм, геморой, виразка.
Сечостатева система: прискорене або порушене сечовипускання, підвищене або знижене лібідо.
Шкірні покриви: підвищена секреторна діяльність сальних залоз, епідермофітія ступнів, ураження шкіри, які відповідають першій стадії відмороження, алопеція.
Психічні розлади: депресія, параноя, стомлюваність, сплутаність свідомості, дезорієнтація у часі і просторі, галюцинації та нічні кошмари.
Органи чуттів: зниження гостроти зору, біль і відчуття печіння в очах, світлобоязнь, болісні «забиті вуха», шум у вухах.
Побічні дії загального характеру: підвищений апетит, зниження або збільшення маси тіла, патологічне позіхання, сонливість, пропасниця, сухість у роті, біль у паховій ділянці, збільшення лімфатичних вузлів, відчуття жару у кінцівках, відчуття раптового припливу крові до обличчя.
Лабораторні аналізи: підвищення рівня печінкових трансаміназ, лімфоцитоз. Описаний один випадок ідіопатичної тромбоцитопенічної пурпури у хворого, який був сенсибілізований до налтрексону під час попереднього лікування.
Медикаментозна залежність: налтрексон — повний антагоніст опіатів; він не спричиняє толерантності, фізичної або психічної залежності.

## Протипоказання
Налтрексон протипоказаний:
- хворим, які приймають аналгетики групи морфіну (опіати);
- хворим із синдромом абстиненції;
- хворим, які не пройшли провокаційну пробу з налоксоном;
- хворим з позитивним результатом аналізу сечі на наявність опіатів;
- хворим із випадками підвищеної чутливості до антаксону в анамнезі. Невідомо, чи існує перехресна чутливість між налтрексоном і похідними фенантрену;
- хворим з гострим гепатитом і печінковою недостатністю;
- дитячий вік до 18 років, період вагітності, годування груддю.

## Передозування
Немає достатніх клінічних даних щодо можливого передозування. Під час одного спеціального дослідження, коли хворі приймали 800 мг налтрексону на добу протягом одного тижня, ознак інтоксикації не було відмічено.
Лікування передозування: у такому випадку доцільно звернутися до спеціалізованого центру з лікування і контролю отруєнь для одержання інформації для своєчасного лікування у цьому випадку. Хворому необхідні симптоматичне лікування і пильний моніторинг.

## Особливості застосування
Терапія препаратом має розпочинатися у спеціалізованих центрах лікування наркотичної залежності і надалі проводитися під суворим контролем лікаря.
Хворого з наркотичною залежністю, який лікується налтрексоном, необхідно попередити про те, що приймання опіатів у цей період призводить до тяжкого синдрому абстиненції, навіть коми.
Хворий повинен мати при собі картку призначень налтрексону. За необхідності подолання блокади опіатних рецепторів (увідний наркоз, знеболювання при невідкладних ситуаціях) необхідно застосовувати великі дози короткодіючих наркотиків, щоб мінімізувати ризик пригнічення дихання і розвиток циркуляторного колапсу.
Налтрексон може спричинити небажаний ефект штучної абстиненції. При тривалому лікуванні налтрексоном необхідний щомісячний контроль функції печінки. Налтрексон не спричиняє звикання навіть при довготривалому застосуванні. Медикаментозне лікування налтрексоном супроводжує курс психотерапії. Керування автомобілем та іншими транспортними засобами заборонено.

## Взаємодія з іншими лікарськими засобами
Взаємодія з препаратами, які містять наркотичні речовини.
Налтрексон знижує фармакологічні ефекти препаратів, які містять опіати, такі як протикашльові, антидіарейні засоби та аналгетики. Випадки несумісності з іншими препаратами не описані.
При сумісному застосуванні гепатотоксичні засоби збільшують ризик ураження печінки.

## Умови відпуску
За рецептом.

## Синоніми
Антаксон, Налтрексону гідрохлорид, Вівітрол, Наксон, Налтрекс, Налтрексин

### Торгівельні марки
Contrave, Embeda, Vivitrol, Addex-1000, Revia

### Дженерики
Apo-naltrexone, Naltrexone Hydrochloride, Revia

### Комбіновані
Contrave, Embeda, Mysimba, Troxyca ER,